# Loret Sadiku
Loret Sadiku (ur. 28 lipca 1991 w Prisztinie) – szwedzki piłkarz pochodzenia kosowskiego, były członek szwedzkiej reprezentacji U-21 oraz reprezentacji Kosowa. Od 1992 roku mieszka w Szwecji, a w 2013 roku otrzymał albańskie obywatelstwo.